# Kabinett Gagern

Eduard von Heuss: Heinrich von Gagern, 1848

Das Kabinett Gagern war ein Gesamt-Reichsministerium der Provisorischen Zentralgewalt des entstehenden Deutschen Reiches 1848/1849. Es gilt als die erste im eigentlich parlamentarischen Sinn zustande gekommene Regierung Deutschlands. Der neue Reichsministerpräsident Heinrich von Gagern löste seinen Vorgänger Anton von Schmerling auch als Außenminister ab. Mit Schmerling verließ auch Unterstaatssekretär Würth, ein weiterer Österreicher, das Kabinett. Ansonsten änderte sich die Zusammensetzung des Kabinetts nicht.

## Zustandekommen
Als im Oktober und November 1848 die Spannungen zwischen Österreich und dem Reichsministerium größer wurden, versuchten Schmerling und sein Unterstaatssekretär Würth (die beiden Österreicher im Ministerrat) eine endgültige Loslösung Österreichs zu verhindern. In den Fraktionen der Nationalversammlung schlug ihnen Misstrauen entgegen. Laut einer weitverbreiteten Meinung sollten bei Verhandlungen mit Österreich nur Nichtösterreicher das Reichsministerium vertreten. Auch in diesem Zusammenhang sei es wünschenswert, wenn Heinrich von Gagern Reichsministerpräsident werde.
In der Casino-Fraktion forderte Georg Beseler am Abend des 14. Dezember den Rücktritt Schmerlings. Mit 36 zu 32 Stimmen unterstützte die Fraktion den Antrag. Folglich bat Schmerling den Reichsverweser tags darauf um seine Entlassung, was er im Ministerrat in der Anwesenheit von Gagern bekannt machte. Am 17. Dezember trat Gagern als Parlamentspräsident zurück und wurde vom Reichsverweser zum Ministerpräsidenten ernannt. Außer Würth blieben die übrigen Regierungsmitglieder im Amt. Veranlasser für die Umbildung der Regierung waren die Regierungsparteien, keine äußeren Faktoren oder ein Zerfall der Koalition. „Somit handelte es sich hierbei um den ersten Fall einer rein parlamentarisch bewirkten Regierungs(um)bildung in der deutschen Geschichte“, so Heikaus.
Gagern stellte am 18. Dezember sein Regierungsprogramm eines engeren und weiteren Bundes vor, wonach Österreich mit dem übrigen Deutschland nur durch einen lockeren Staatenbund verknüpft sein sollte. Etwa fünfzig Großdeutsche verließen daraufhin das Casino und gingen in den Pariser Hof, sodass Gagern die sicher geglaubte Mehrheit verlor. Mit geringen Änderungen am Programm und nach Gesprächen mit dem linken Zentrum, und weil keine Alternative in Sicht war, erreichte Gagern am 11. Januar 1849 eine Mehrheit in der Nationalversammlung. So konnte er im Amt bleiben.

## Kabinett
| Amt                                            | Bild | Name                              | Fraktion                 | Unterstaatssekretär   | Fraktion |
| ---------------------------------------------- | ---- | --------------------------------- | ------------------------ | --------------------- | -------- |
| Reichsministerpräsident                        |      | Heinrich von Gagern (1799–1880)   | Casino                   |                       |          |
| Reichsminister des Innern                      |      | Heinrich von Gagern               |                          | Friedrich Bassermann  | Casino   |
| Reichsminister der auswärtigen Angelegenheiten |      | Heinrich von Gagern               |                          | Maximilian von Gagern | Casino   |
| Reichsminister des Krieges                     |      | Eduard von Peucker (1791–1876)    |                          |                       |          |
| Reichsminister der Justiz                      |      | Robert Mohl                       | Casino Württemberger Hof | Christian Widenmann   |          |
| Reichsminister der Finanzen                    |      | Hermann von Beckerath (1801–1870) | Casino                   | Karl Mathy            |          |
| Reichsminister des Handels                     |      | Arnold Duckwitz (1802–1881)       |                          | Johannes Fallati      | Casino   |

## Belege
1. ↑  Ralf Heikaus: Die ersten Monate der provisorischen Zentralgewalt für Deutschland (Juli bis Dezember 1848). Diss. Frankfurt am Main, Peter Lang, Frankfurt am Main u. a., 1997, S. 356.
2. ↑  Frank Möller: Heinrich von Gagern. Eine Biographie. Habilitationsschrift, Universität Jena 2004, S. 303.
3. ↑  Ralf Heikaus: Die ersten Monate der provisorischen Zentralgewalt für Deutschland (Juli bis Dezember 1848). Diss. Frankfurt am Main, Peter Lang, Frankfurt am Main u. a., 1997, S. 391.
4. ↑  Frank Möller: Heinrich von Gagern. Eine Biographie. Habilitationsschrift, Universität Jena 2004, S. 305, S. 309/310.